# Nahil Carroll
Nahil Carroll (nacido el 9 de septiembre de 1983) es un futbolista panameño que jugó como defensa.

## Trayectoria
Carroll se incorporó al Sporting San Miguelito procedente del Árabe Unido en mayo de 2011. En diciembre de 2012 se mudó de Plaza Amador al recién ascendido Río Abajo y un año después hizo el mismo cambio. Luego de una temporada en el Tauro, se incorporó a Alianza en diciembre de 2014. En junio de 2015 logró el ascenso a la LPF luego de que su equipo Atlético Nacional ganara el partido decisivo del campeonato de Segunda División de Panamá contra SUNTRACS FC.

## Selección nacional
Hizo su debut con Panamá en un partido amistoso de mayo de 2014 contra Serbia y, al 1 de junio de 2015, jugó un total de 3 partidos internacionales sin marcar goles.

## Clubes
| Club                 | País   | Año         |
| -------------------- | ------ | ----------- |
| Sporting SM          | Panamá | 2004 - 2006 |
| CD Árabe Unido       | Panamá | 2006 - 2011 |
| Sporting SM          | Panamá | 2011 - 2012 |
| CD Plaza Amador      | Panamá | 2012        |
| Rio Abajo FC         | Panamá | 2013        |
| CD Plaza Amador      | Panamá | 2013        |
| Rio Abajo FC         | Panamá | 2014        |
| Tauro FC             | Panamá | 2014        |
| Alianza FC           | Panamá | 2015        |
| SD Atlético Nacional | Panamá | 2015 - 2016 |
| Colón C-3 FC         | Panamá | 2016 - 2017 |

## Palmarés

### Títulos nacionales
| Título           | Club           | País   | Año    |
| ---------------- | -------------- | ------ | ------ |
| Primera División | CD Árabe Unido | Panamá | 2008-C |
| Primera División | CD Árabe Unido | Panamá | 2009-A |
| Primera División | CD Árabe Unido | Panamá | 2010-C |